# Уангер (тауншип, Миннесота)
Уангер (англ. Wanger) — тауншип в округе Маршалл, Миннесота, США. На 2000 год его население составило 95 человек.

## География
По данным Бюро переписи населения США площадь тауншипа составляет 93,4 км², из которых 93,3 км² занимает суша, а 0,1 км² — вода (0,11 %).

## Демография
По данным переписи населения 2000 года здесь проживало 95 человек, 42 домохозяйства и 25 семей. Плотность населения — 1,0 чел./км². На территории тауншипа расположено 46 построек со средней плотностью 0,5 построек на один квадратный километр. Расовый состав населения: 98,95 % белых и 1,05 % приходится на две или более других рас. Испанцы или латиноамериканцы любой расы составляли 8,42 % от популяции тауншипа.
Из 42 домохозяйств в 26,2 % воспитывались дети до 18 лет, в 59,5 % проживали супружеские пары и в 38,1 % домохозяйств проживали несемейные люди. 38,1 % домохозяйств состояли из одного человека, при том 16,7 % из — одиноких пожилых людей старше 65 лет. Средний размер домохозяйства — 2,26, а семьи — 3,04 человека.
22,1 % населения — младше 18 лет, 6,3 % — в возрасте от 18 до 24 лет, 24,2 % — от 25 до 44, 23,2 % — от 45 до 64, 24,2 % — старше 65 лет. Средний возраст — 42 года. На каждые 100 женщин приходилось 111,1 мужчин. На каждые 100 женщин старше 18 приходилось 117,6 мужчин.
Средний годовой доход домохозяйства составлял 28 750 долларов, а средний годовой доход семьи — 34 750 долларов. Средний доход мужчин — 60 625 долларов, в то время как у женщин — 18 750. Доход на душу населения составил 14 143 доллара. За чертой бедности находились 18,5 % семей и 17,3 % всего населения тауншипа, из которых 11,5 % младше 18 и 18,5 % старше 65 лет.